# Alton Miller
Pour les articles homonymes, voir Miller et (Alton) Glenn Miller.
Alton Miller est un compositeur, DJ, producteur américain de house. Considéré par la presse comme pionnier de la house de Détroit, il est le cofondateur du Music Institute de Détroit avec Chez Damier et George Baker.

## Biographie
Alton Miller naît le 18 mai 1966 à Détroit, dans le Michigan. Il commence à s'intéresser à la musique électronique naissante dans les années au milieu des années 1980, et effectue de nombreux allers-retours entre Chicago et Détroit aux côtés de Derrick May. Alton Miller fréquente les soirées de Frankie Knuckles, le Music Box de Ron Hardy et rentre à Détroit avec l'envie d'y ouvrir un club de musique électronique.
Le Music Institute est fondé en 1988 et s'inspire des voyages des artistes dans les clubs de différentes villes. Derrick May et D Wayne en sont les résidents le vendredi soir, et Chez Damier et Alton Miller le samedi soir. Le club ferme ses portes en 1989 et Alton Miller part un an à Toronto, au Canada, où il anime une émission de radio. Il revient à Détroit en 1991 et commence à produire sur KMS, le label de Kevin Saunderson fondé en 1987. Il part l'année suivante en Italie pour sa première date européenne aux côtés de Derrick May. Il travaille chez Transmat Records à la même époque, et signe des titres en dehors de Détroit, comprenant le morceau historique Energy Flash de Joey Beltram.
Alton Miller joue dans de nombreux clubs à travers le monde pendant les années 1990, et s'installe à Paris de 1996 à 1998, où il développe de nombreuses amitiés et collaborations avec les artistes français et européens.
Il part vivre en Afrique du Sud en 2011, et revient l'année suivante à Détroit. En 2015, il ré-introduit son label InnerMuse Recordings de manière à pouvoir diffuser plus librement ses productions artistiques, tout en continuant de développer ses nombreuses collaborations musicales. En mai 2016, pendant la semaine du Movement Festival à Détroit, il joue avec Chez Damier pour la première fois depuis la fermeture du Music Institute, lors d'une soirée organisée par le DJ américain Kai Alce. 
En 2024, il sort son EP Reflections Within au label Mister Bear Records.

## Discographie

### Albums studio
- 2000 : Rhythm Exposed (Distance)
- 2003 : Stories From Bohemia (Peacefrog Records)
- 2007 : Souls Like Mine (R2 Records)
- 2010 : Light Years Away (Mixed Signals Music)

### EP
- 1996 : Sky Musicaux (Distance)
- 1997 : Jazzin' It (M3)
- 1999 : Spaces and Places (Track Mode)
- 2000 : Deep Experience (Chord 44 Records)
- 2003 : Nu Forms EP (Track Mode)
- 2006 : Prelude to A Motion EP (Atal) (avec Boddhi Satva)
- 2024 : Reflections Within (Mister Bear Records)

### Singles
- 1993 : Pleasure Baby (Serious Grooves)
- 1993 : I Like Havin' You (Cyren America Records), (Inner Child Records)
- 1994 : It's Gonna Be Alright (KMS) (avec Patrick Scott)
- 1996 : Lolita (20:20 Vision) (avec Urban Farmers)
- 1997 : Get It Up / Big Phreek / You Were There (Soul City) (avec Marc Pharoah et Greg Cash)
- 1997 : Blue Funk (M3)
- 1998 : Untitled (Planet E)
- 1998 : Progressions / Time and Space (Guidance Recordings)
- 1999 : Sweet In the Morning / Vibrations (Distance)
- 1999 : Song of the Drum (Moods and Grooves)
- 2000 : Glory (Life Line) avec Dorothea Lynn Sharon
- 2000 : Love Ballad (Distance)
- 2000 : Paradise (Track Mode)
- 2001 : Ease Your Mind (Muse Recordings)
- 2002 : Soundscapes and Vibes (Moods and Grooves)
- 2002 : A Minor - Simple Pleasures (Muse Recordings)
- 2002 : Love Inside (Nite Grooves)
- 2002 : Shine on Me (KDJ)
- 2003 : Choose to Believe (Mahogani Music)
- 2005 : Clouds Are Gone (Deeper Soul)
- 2007 : Possibilities (R2 Records) (avec Lady Linn)
- 2008 : Inner8 Remixes (Clone)
- 2008 : Full Circle (Yore Records)
- 2008 : In Flight (Yore Records)
- 2008 : Different Hours Revisited (Yore Records) (avec Andy Vaz)
- 2009 : Play the Game / Time on 2 (ProgCity Deep)
- 2009 : Seeing Sound (Seasons Limited) 2009
- 2010 : When the Morning Comes (Superb Entertainment Records) (avec Amp Fiddler)
- 2010 : Choice Cuts / Selected Works 1991-2009 Vol.4 (Inner Muse)
- 2010 : Can't Hide It (ProgCity Deep)
- 2011 : Beautiful (Mixed Signals Music)
- 2012 : Something 4 You - The Pirahnahead Remixes (Whasdat Music)
- 2014 : Ngizo Ku Linda (Moods and Grooves) (avec Bantu Soul 2014)
- More Funky Shit (Orange Records)